# Comte de Radnor
Le titre comte de Radnor (en anglais Earl of Radnor) a été créé plusieurs fois, la première, dans la pairie d'Angleterre, date de 1679. Elle fut pour John Robartes, un homme politique important du règne du roi Charles II d'Angleterre. Le titre fut créé une seconde fois, dans la pairie de Grande-Bretagne en 1765.

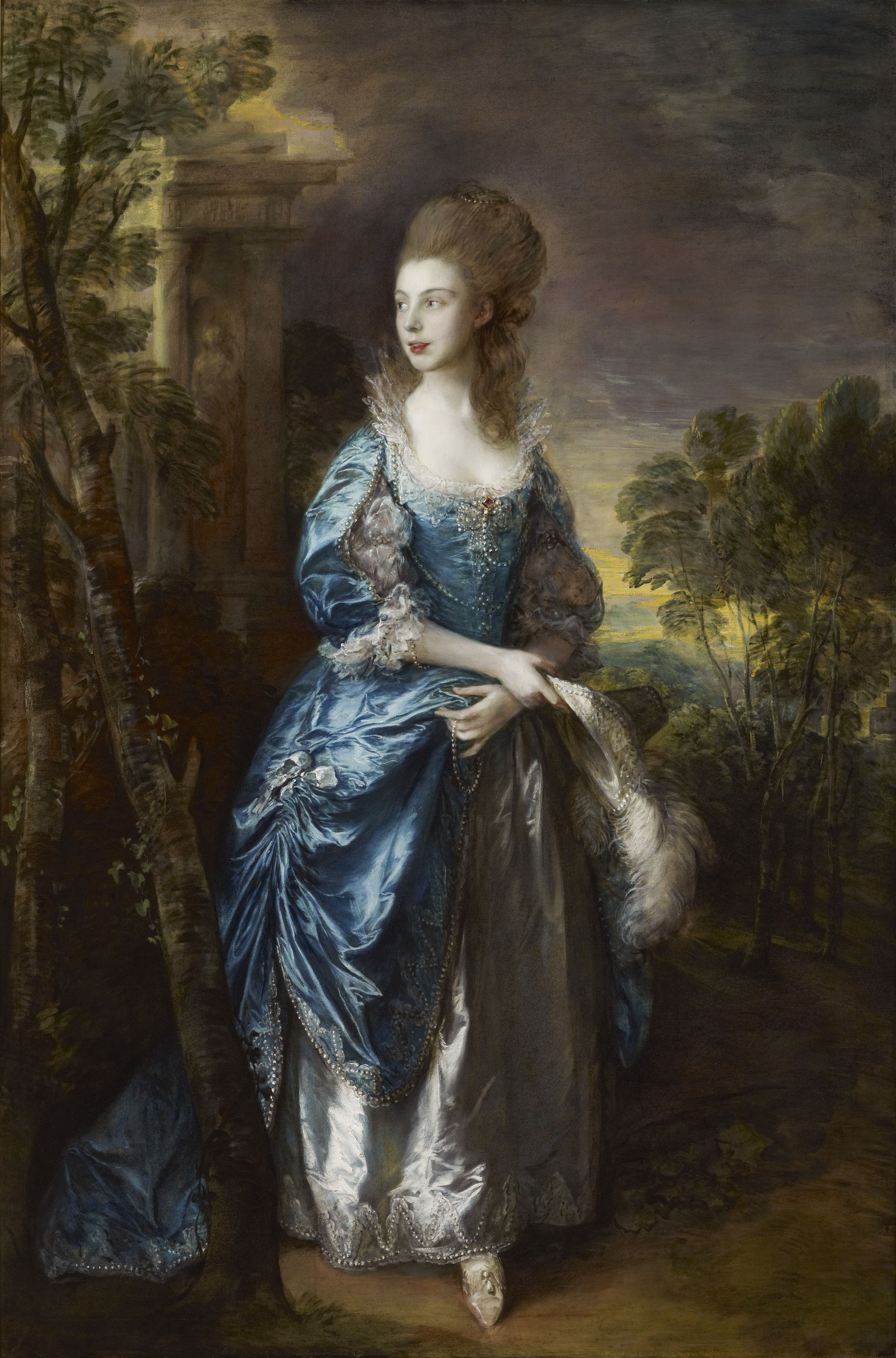
L'Honorable Frances Duncombe, v. 1777
par Thomas Gainsborough
Frick Collection

Vers 1777, le comte de Radnor a commandé à Thomas Gainsborough un certain nombre de portraits pour compléter sa collection de maîtres anciens, dont celui  de Frances Duncombe qui séjournait chez lui lorsque sa belle-mère s'est mariée dans cette famille. Ce tableau est conservé aujourd'hui à New York dans la Frick Collection. Un portrait de la même époque représentant la Vicomtesse Folkestone est conservé à la Walker Art Gallery de Liverpool.
L'actuel comte de Radnor détient aussi les titres subsidiaires de vicomte Folkestone (créé en 1747), baron Longford (1747) et baron Pleydell-Bouverie (1765), qui appartiennent tous à la pairie de Grande-Bretagne. La famille est établie à Longford Castle dans le Wiltshire.
Les comtes de Radnor successifs ont été gouverneurs de l’Hôpital français en Angleterre depuis le XVIIIe siècle jusqu’en 2015.

## Liste des comtes de Radnor

### Première création (1679)
- 1679-1685 : John Robartes (1606-1685), 2e baron Robartes ;
- 1685-1723 : Charles Bodvile Robartes (1660-1723), petit-fils du précédent ;
- 1723-1741 : Henry Robartes (en) (1695-1741) ;
- 1741-1757 : John Robartes (1686-1757), petit-fils du premier comte.

À sa mort sans descendance, le titre s'éteint.

### Seconde création (1765)
- 1765-1776 : William Bouverie (1725-1776) ;
- 1776-1828 : Jacob Pleydell-Bouverie (1750-1828) ;
- 1828-1869 : William Pleydell-Bouverie (1779-1869) ;
- 1869-1889 : Jacob Pleydell-Bouverie (1815-1889) ;
- 1889-1900 : William Pleydell-Bouverie (1841-1900) ;
- 1900-1930 : Jacob Pleydell-Bouverie (1868-1930) ;
- 1930-1968 : William Pleydell-Bouverie (1895-1968) ;
- 1968-2008 : Jacob Pleydell-Bouverie (1927-2008) ;
- depuis 2008 : William Pleydell-Bouverie (né en 1955)

## Note
1. ↑  Notice de la Frick Collection
2. ↑  Vicomtesse Folkestone
3. ↑  Avant-propos de : Tessa Murdoch et Randolph Vigne, avant-propos de Jacob Pleydell-Bouverie, 8e comte de Radnor, The French Hospital in England: Its Huguenot History and Collections, Éditeur : John Adamson, Cambridge, 2009,  (ISBN 9780952432272), p. 7.